# Vilar da Veiga
Vilar da Veiga is een plaats (freguesia) in de Portugese gemeente Terras de Bouro en telt 1530 inwoners (2001).